# ONE FC: Roar of the Tigers
ONE FC: Roar of the Tigers foi um evento de artes marciais mistas promovido pelo ONE Fighting Championship, foi ocorrido em 17 de outubro de 2014 no Putra Indoor Stadium em Kuala Lumpur, Malásia.

## Background
O ONE FC voltou à Malásia nesse evento, com o confronto entre os dois pesos penas Marat Gafurov e Rob Lisita.